# Erythranthe nudata
Erythranthe nudata är en gyckelblomsväxtart som först beskrevs av Mary Katherine Curran och Edward Lee Greene, och fick sitt nu gällande namn av Guy L. Nesom. Erythranthe nudata ingår i släktet Erythranthe och familjen gyckelblomsväxter. Inga underarter finns listade i Catalogue of Life.